# Tuchomko
Tuchomko (kaszub. Tëchómkò) – wieś kaszubska w Polsce na Pojezierzu Bytowskim położona w województwie pomorskim, w powiecie bytowskim, w gminie Tuchomie.
Miejscowość drodze krajowej nr 20 ze Stargardu do Gdyni. Położona jest na malowniczym stoku doliny rynnowej, stanowi sołectwo gminy Tuchomie.
Jest to wieś z początków XV wieku. W latach 1975–1998 miejscowość administracyjnie należała do województwa słupskiego.